# DVB-T2
DVB-T (Digital Video Broadcasting – Terrestrial) és l'estàndard per la transmissió de televisió digital terrestre creat per l'organització europea DVB. Aquest estàndard presenta diferents tècniques de modulació i codificació per a permetre un ús molt eficient de l'espectre terrestre valuós pel lliurament d'àudio, vídeo i dades a dispositius fixos, portàtils i mòbils.
DVB-T2 (Digital Video Broadcasting – Terrestrial second generation) és l'extensió de l'estàndard de televisió DVB-T, elaborat pel consorci DVB, ideat per la transmissió i la difusió de la televisió digital terrestre(TDT).
En aquest sistema es transmet àudio digital comprimit, vídeo i altres dades (com per exemple PLPs), utilitzant la modulació OFDM. La major taxa de bits que ofereix respecte al seu predecessor, el DVB-T, fa que sigui un sistema idoni per portar senyals de televisió d'alta definició al canal de televisió terrestre (tot i que molts organismes de televisió segueixen emprant DVB-T)
A causa de les millores de la capacitat en comparació de l'estàndard DVB-T, els operadors poden oferir més serveis de definició estàndard o per a llançar bit-rates superiors tals com serveis d'alta definició. Per exemple, suposant que una capacitat de prop de 40 Mbit/s és possible en un multiplexat DVB-T2 donat, seria possible proporcionar entre 4-6 serveis d'alta definició, o entre 15-20 els serveis de definició estàndard. En qualsevol dels casos, el resultat serà una menor transmissió els costos de cada servei.
L'especificació DVB-T2 ha estat dissenyada per a la seva recepció fixa ja existents, en el terrat encara que les antenes de recepció per antenes portàtils és possible en alguns casos. No obstant això, la norma no ha estat específicament dissenyada per a la prestació de televisió en la telefonia mòbil.
DVB-T2 no ha estat dissenyat per a reemplaçar DVB-T a curt o mitjà termini més aviat els dos estàndards coexistiran en el mercat bastant temps.

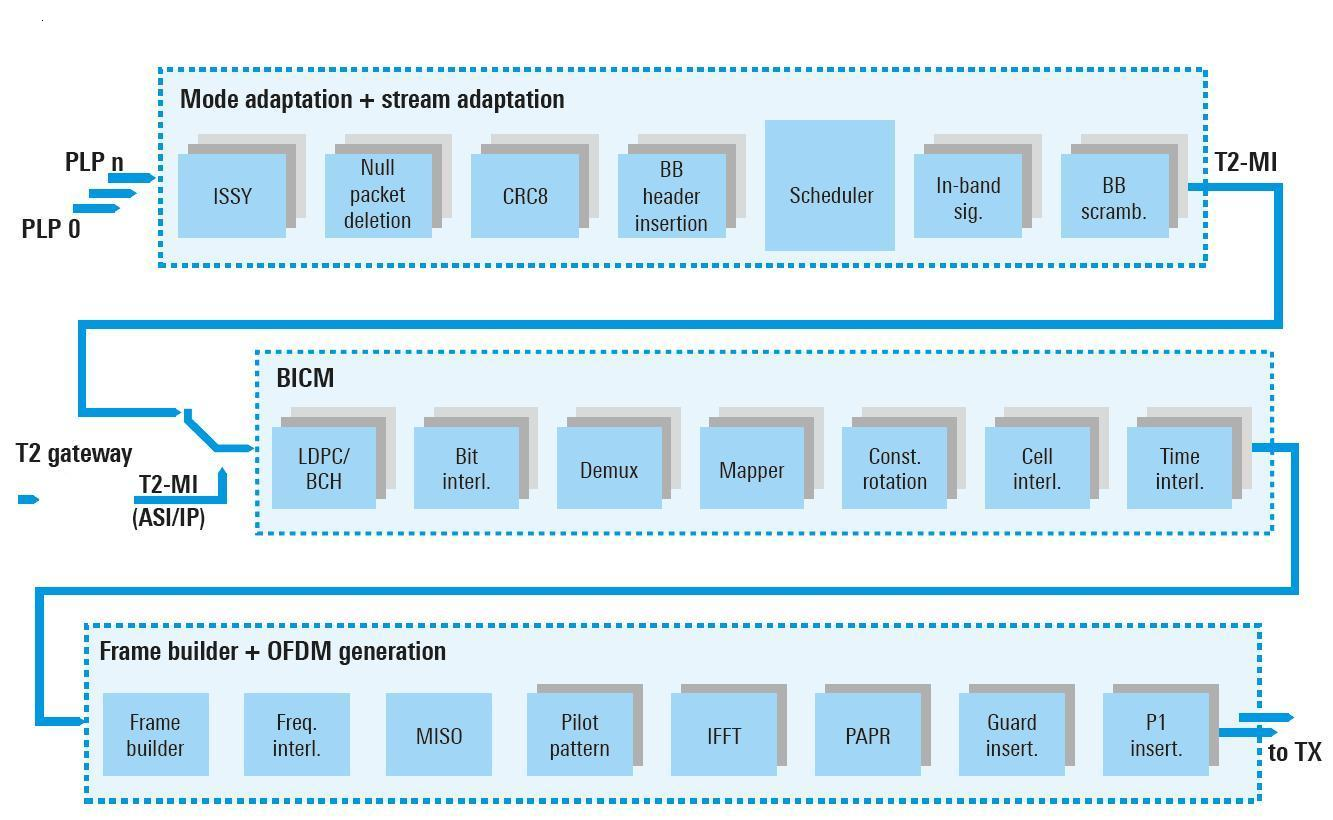
Diagrama de blocs de DVB-T2.

## Història
El projecte DVB va ser fundat en 1993 amb 8 membres. Actualment és una organització de 280 membres en 34 països. Aquest projecte és un consorci d'organitzacions públiques i privades del sector, dirigit al mercat de la indústria de la televisió.
El seu objectiu és establir el marc de treball per la introducció de serveis de televisió digital basats en MPEG-2, mitjançant l'estandardització dels mecanismes de difusió de televisió i serveis associats. Els sistemes de Primera Generació adoptats a tot el món. Molts dels estàndards i especificacions DVB són adoptats per la ETSI (The European Telecommunications Standards Institute). La Segona Generació de sistemes es troba actualment en desenvolupament com el DVB-S2, el DVB-C2 i el DVB-T2.
Aquesta nova versió (DVB-T2) comporta un millor ús de l'espectre (entre un 30 i un 50% extra d'amplada de banda) amb el qual s'aconsegueixen canals en alta definició (HDTV) ocupant menys espectre radioelèctric que amb el DVB-T. Els països que ja han començat a implantar el DVB-T haurien de canviar tots els receptors, el que farà que el canvi en aquests països es prolongui durant molts anys. No obstant això els països que encara estan començant, poden passar-se a aquest nou sistema, ja que les antenes emissores i les receptores de la versió DVB-T són compatibles amb la DVB-T2, només cal canviar els descodificadors. Aconseguint un millor aprofitament de l'espectre.
La DVB recomana que el canvi de DVB-T cap al DVB-T2 es faci cap a l'any 2015, quan els descodificadors siguin més barats i ja s'hagi fet l'apagada analògica. Doncs, es pot aprofitar les freqüències lliures deixades pels sistemes analògics per tenir simultàniament aquests dos sistemes, durant el període de transició. A Espanya està previst que després de l'"apagada analògica" de i l'alliberament de les freqüències que ara ocupen les cadenes analògiques es pugui implantar aquest sistema, que conviurà durant uns anys amb el sistema DVB-T (anomenat Espanya TDT).

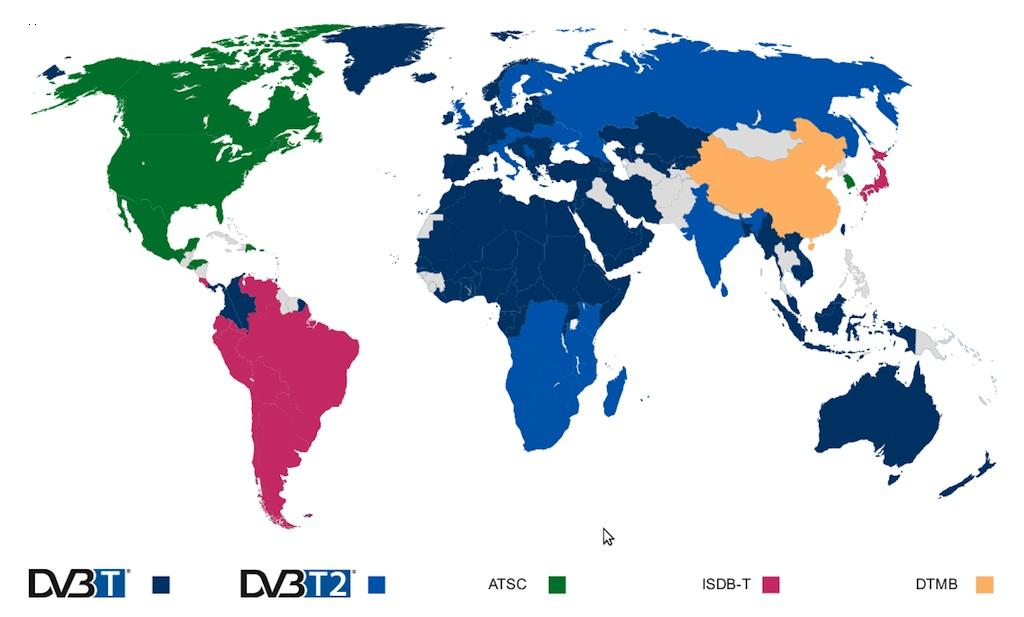
Tipus d'estàndards emprats al món

## Comparació amb DVB-T
L'ocupació del nou estàndard DVB-T2 té com principal avantatge enfront de l'actual DVB-T la millora de l'eficiència (té un 97% més de capacitat), el que permet difondre serveis a través d'un major amplada de banda. El salt al format MPEG-4 des de MPEG-2 porta amb si un estalvi d'amplada de banda molt important, pel que la combinació d'aquestes dues mesures permeten ampliar la quantitat i qualitat dels serveis que actualment presta la Televisió Digital Terrestre, ja que és més robust (més de 8dB). Aquests canvis tècnics s'obtenen 30Mbps afegits para cada canal multiplexat que poden permetre una generació d'alta definició en la TDT.
|                    | DVB-T                                                       | DVB-T2                                      |
| ------------------ | ----------------------------------------------------------- | ------------------------------------------- |
| FEC                | Convolutional Coding + Reed Solomon 1/2, 2/3, 3/4, 5/6, 7/8 | LDPC + BCH 1/2, 3/5, 2/3, 3/4, 4/5, 5/6     |
| Modes              | QPSK, 16QAM, 64QAM                                          | QPSK, 16QAM, 64QAM, 256QAM                  |
| Interval de Guarda | 1/4, 1/8, 1/16, 1/32                                        | 1/4, 19/256, 1/8, 19/128, 1/16, 1/32, 1/128 |
| FFT size           | 2k, 8k                                                      | 1k, 2k, 4k, 8k, 16k, 32k                    |
| Pilots dispersos   | 8% of total                                                 | 1%, 2%, 4%, 8% of total                     |
| Pilots Continus    | 2,6% of total                                               | 0.35% of total                              |
| Velocitat de dades | 29 Mbit/s                                                   | 47.8 Mbit/s                                 |
| Relació C / N      | 16.7 dB                                                     | 8.9 dB                                      |

### Beneficis sobre DVB-T
- Nova Modulació, FEC i maneres de Transmissió

- 30-60% Major amplada de banda permet més serveis HDTV, SDTV i IP

- Múltiples streams d'entrada (Phisical Layer Pipes = PLPs)

- Dades Comunes (exemple, SI) i streams amb serveis específics (vídeo, àudio)
- Operació independent i flexible amb múltiples proveïdors de serveis

- Modulació dinàmica variable i FEC

- Serveis Mòbils (ranurat temps/freqüència) i Fixos en la mateixa amplada de banda
- Utilització d'amplada de banda òptim per a diferents tipus de serveis

- Suport directe de formats no-TS, per exemple IP

- Sense paquets de overead Transport Stream
- Dades repartides (paquets null) o comuns (SI) no han de manar-se sempre
- Sense conversió se simplifica la interoperabilitat

### Noves tecnologies sobre DVB-T
- Noves opcions de transmissió

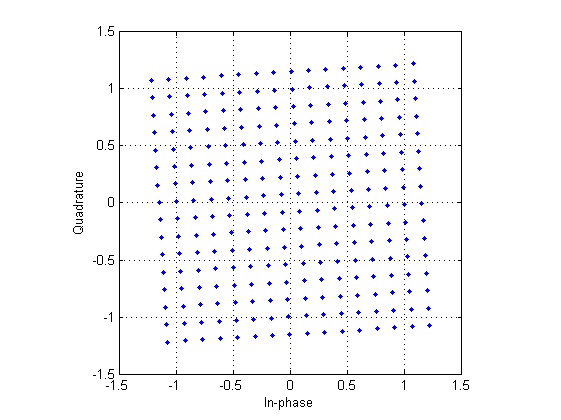
Mapa de la constel·lació rotada amb una modulació 256-QAM(l'angle de rotació és de 3.57 graus).

- Noves amplades de banda de canals, intervals de guarda i maneres FFT
- 8 patrons de pilot diferents
- Modes de portadora estesos
- Constel·lacions rotadas i Q-retardadas
- Modes Multiple Input Single Output (MISO)
- Reducció de la potència pic potència bec a terme mitjà (factor de cresta, PAPR)

- Modulació dinàmica variable per a cada "cèl·lula COFDM"

- Tota portadora en cada símbol és controlable independentment
- Dades de sistema/control enviats en format fix i símbols robusts

- DVB-S2 FEC + temps extensiu i intercalat de freqüència

- Millora robustesa en entorns sorollosos

### Requeriments comercials claus de DVB-T2
- Reutilitzar les antenes domèstiques i transmissors existents
- Suportar receptors fixos i portables
- Almenys 30% > capacitat que DVB-T
- Millor rendiment SFN (Single Frecuency Networks)
- Robustesa específica per servei
- Flexibilitat de freqüència i amplada de banda
- Reducció del Factor de Cresta

## Comparació amb ISDB-T
|                            | ISDB-T                                                                          | DVB-T2                                      |
| -------------------------- | ------------------------------------------------------------------------------- | ------------------------------------------- |
| FEC                        | Codificació interna Convolució 7/8,3/4,2/3,1/2 Codificación externa:RS(204,188) | LDPC + BCH 1/2, 3/5, 2/3, 3/4, 4/5, 5/6     |
| Modes                      | 64QAM-OFDM, 16QAM-OFDM, QPSK-OFDM, DQPSK-OFDM                                   | QPSK, 16QAM, 64QAM, 256QAM                  |
| Interval de Guarda         | 1/16,1/8,1/4,1/32                                                               | 1/4, 19/256, 1/8, 19/128, 1/16, 1/32, 1/128 |
| FFT size                   | 2K,4K,8K                                                                        | 1k, 2k, 4k, 8k, 16k, 32k                    |
| Codificació de Audio       | MPEG-2 (AAC)                                                                    | MPEG-2                                      |
| Codificació de Video       | MPEG-2 // MPEG-4 AVC                                                            | MPEG-2 // MPEG-4 AVC                        |
| Amplada de banda del canal | 6 MHz                                                                           | 6-8 MHz                                     |

## Comparació amb ATSC
|                            | ATSC                                                               | DVB-T2                                  |
| -------------------------- | ------------------------------------------------------------------ | --------------------------------------- |
| FEC                        | Codificació Reed Solomon 207 / 187 / 10 Codificador de Trellis 2/3 | LDPC + BCH 1/2, 3/5, 2/3, 3/4, 4/5, 5/6 |
| Modes                      | 8VSB                                                               | QPSK, 16QAM, 64QAM, 256QAM              |
| Codificació de Audio       | Dolby Digital AC-3                                                 | MPEG-2                                  |
| Codificació de Video       | MPEG-2//MPEG-4 AVC                                                 | MPEG-2 // MPEG-4 AVC                    |
| Amplada de banda del canal | 6 MHz                                                              | 6-8 MHz                                 |

## Descripció del sistema DVB-T2

DVB-T2:Estructura principal de l'estàndard de transmissió de la televisió digital terrestre.

Estructura de les trames a DVB-T2.

L'entrada del sistema pot ser un o més corrents de transport MPEG-2. El preprocessador d'entrada, que no és part del sistema T2, pot incloure un separador de Servei o desmultiplexor per a fluxos de transport (TS) per a la separació dels serveis a la T2, que són un o diversos fluxos de dades lògics. Aquests són transportats en cada capa física Pipes (PLPs).
Cadascuna de les PLP haurà de ser TS (Transport Stream), GSE(Generic Encapsulated Stream), GFPS (Generic Fixed Packetized Stream) i GCS (Generic Continuous Stream), aquests dos últims streams són conformes amb DVB-S2.
La correcció d'errors pot ser interna amb BCH o externa amb LDPC. La interna proporciona correcció d'errors bàsics amb mínima càrrega mentre que la correcció d'errors externa és una correcció d'errors addicional amb càrrega definitiva.
DVB-T2 utilitza diferents retards de trama i intercalats per a cada PLP. L'intercalat de bit de la trama FEC s'utilitza per a la protecció d'errors a ràfegues, l'intercalat de cel·la de les cel·les COFDM per a protecció de freqüència i l'intercalat de temps entre trames T2 per a protecció en el temps.
DVB-T2 també utilitza un intercalat en freqüència per a cada símbol. Símbolos diferents tenen cel·les diferents de les assignacions de freqüència.

## Característiques del sistema DVB-T2
El DVB-T2 incorpora, com a característica principal, una modulació i un error de protecció de nova generació (evolucionats del sistema DVB-T) que permeten augmentar la taxa de bits (i, per tant, la capacitat) i millorar la robustesa del senyal. Per assolir aquestes millores, els canvis esmentats s'han fet a les característiques de la capa física i a la configuració de la xarxa; s'han millorat de manera que coincideixin amb les característiques de propagació del canal.
El DVB-T2 utilitza la modulació OFDM (Orthogonal Frequency Division Multiplex). La disponibilitat d'un gran nombre de modes diferents, permet al DVB-T2 assolir el mateix nivell de flexibilitat que l'estàndard DVB-T per a poder adaptar-se a qualsevol àmbit específic d'aplicació.
En concret, la incorporació de la modalitat 256 QAM i les millores aplicades al FEC (Forward Error Correction) permeten incrementar el nombre de bits per cada cel·la de dades, donant com a resultat un augment important de la capacitat total.
Com a sistema de protecció contra alts nivells de soroll i interferències, el sistema DVB-T2 fa ús de l'LDPC (Low Density Parity Check) en combinació amb els codis BCH (Bose-Chaudhuri - Hocquengham).
El DVB-T2 presenta una flexibilitat addicional proporcionada per vuit patrons diferents de senyals pilot, que poden ser seleccionats segons la grandària de la FFT i de l'interval de guarda adoptat per a augmentar al màxim les dades de càrrega útil.
El sistema, permet seleccionar la robustesa i la protecció a diferents nivells per a cada servei dins d'un mateix flux de transport. Això permet que cada servei tingui un mode únic de modulació en funció de la robustesa del senyal necessària, utilitzant la capa física Pipes (PLP).
El DVB-T2 permet la possibilitat de maximitzar el rendiment de les xarxes de freqüència única SFN. Noves formes de transport del senyal s'han afegit per a millorar el rendiment de les SFNs i augmentar el període de símbol (Ts). Aquest augment en el període de símbol permet reduir proporcionalment la grandària de l'interval de guarda, sense deixar de banda les reflexions multicamí.
El DVB-T2 és més eficient, en tant que permet reduir la potència mitjana utilitzada en l'estació transmissora. La potència pot ser reduïda en un 25%, el que redueix significativament la quantitat total d'energia que s'ha de dedicar a l'hora de transmetre el senyal.
El DVB-T2 té la robustesa de senyal millorada respecte al DVB-T. Això vol dir que és més robust contra influències exteriors interferents, tals com l'impacte geogràfic, el clima, i els edificis. Aquesta millora s'aconsegueix mitjançant l'ús de la tècnica de rotació de constel·lacions i l'intercalat de freqüències. Les constel·lacions girades proporcionen robustesa i són clarament millors enfront de la pèrdua de dades a les cel·les, assegurant que la pèrdua d'informació d'un dels components del canal pot ser recuperada en l'altre component del canal. Això s'assoleix mitjançant l'assignació de dades sobre el QAM normal (eix x, eix i) que després es gira en el "plànol IQ", de manera que cada eix propi (eix O1, eix O2) duu la informació suficient. Els components de Q i d'I són enviats en diferents moments, utilitzant cel·les diferents per a garantir la recuperació de la informació si és necessari.

## Estat comercial del sistema
- Juny 2008:

- Regne Unit:
  - El 27 de Juny es fan les primeres proves d'emissió per part de la BBC a la localitat de Guildford.

- Desembre 2008:

- Itàlia:
  - Proves d'emissió a Torí per part de la RAI:
    - 45Mbits/s amb 256 QAM, ¾ FEC, amb 4 programes HD.

- Agost 2009:

- Espanya:
  - Emissions de prova a Sevilla usant receptors SIDSA per part d'Abertis Telecom.

- Setembre 2009:

- IBC 2009 
  - Molts Receptors, Transmissors i Equipament de Test

- Setembre 2009:

- Suècia:
  - Proves d'emissió per part de Teracom.

- Desembre 2009:

- Regne Unit :
  - Comencen les primeres proves tècniques comercials per part de l'empresa Freeview HD, amb dos serveis d'alta definició (BBC HD i ITV1 HD). Les emissions són en mode en Mode 7 (40.2 Mbits/s, 32k FFT, 256 QAM, 2/3 FEC, 1/128GI) i es realitzen a la localitat de Winter Hill.

- Febrer de 2010:

- Finlàndia:
  - Proves incloent cobertura en HD dels Jocs Olímpics d'Hivern.

- Març de 2010:

- Regne Unit :
  - La plataforma FreeviewHD, que utilitza DVB-T2, es llança oficialment i afegeix a la seva oferta els canals BBC One HD i Channel4 HD, oferint 4 canals HD en un únic múltiplex.

- Juliol 2010:

- Itàlia:
  - La cadena de televisió de nova creació Europa7HD comença les seves emissions de prova en DVB-T2.

- Octubre 2010:

- Itàlia:
  - El grup Europa7 HD inicia les emissions regulars exclusivament en DVB-T2. És, per tant, la primera entitat radiodifusora del món en adoptar el nou sistema DVB-T2. S'emeten dins un únic múltiplex de cobertura nacional 12 serveis de televisó (4 canals SD i 8 canals HD).

- Novembre de 2010:

- Suècia:
  - Comença a emetre de forma regular un múltiplex DVB-T2 que conté cinc programes de televisió i cobreix el 70% de la població.

- Desembre de 2010:

- Àfrica:
  - Un comité de la Comunitat pel Desenvolupament de l'Àfrica Meridional insta als estats membres a adoptar el sistema DVB-T2 amb compressió MPEG-4.

- Gener 2011:

- Sud-àfrica:
  - S'adopta com a estàndard de televisió digital el sistema DVB-T2.

- Març 2011:

- Thailàndia:
  - Es completen les proves de transmissió de Channel 5 per part de l'empresa Harris. S'utilitza la sèrie d'emissors "Maxiva UAX".

- Setembre 2011:

- França:
  - El govern francès notifica a l'UE la seva intenció d'adoptar en els pròxims mesos l'estàndard DVB-T2.

- Rússia:
  - S'adopta el DVB-T2 com a estàndard. Es realitza un pla de migració per passar de DVB-T a DVB-T2 en aquelles zones on ja hi havien proves en DVB-T.

- Novembre 2011:

- Catalunya:
  - Abertis Telecom comença les primeres proves DVB-T2 a Barcelona i àrea metropolitana amb una duració prevista de sis mesos.